# Maxim Tsvetkov
Maxim Serguéyevich Tsvetkov –en ruso, Максим Сергеевич Цветков– (Babayevo, 3 de enero de 1992) es un deportista ruso que compite en biatlón.
Participó en los Juegos Olímpicos de Pekín 2022, obteniendo una medalla de bronce en la prueba de relevo.
Ganó una medalla de oro en el Campeonato Mundial de Biatlón de 2017 y tres medallas en el Campeonato Europeo de Biatlón de 2014.

## Palmarés internacional
| Juegos Olímpicos   | Juegos Olímpicos             | Juegos Olímpicos  | Juegos Olímpicos |
| Año                | Lugar                        | Medalla           | Prueba           |
| ------------------ | ---------------------------- | ----------------- | ---------------- |
| 2022               | Pekín (China)                | Medalla de bronce | Relevo           |
| Campeonato Mundial |                              |                   |                  |
| Año                | Lugar                        | Medalla           | Prueba           |
| 2017               | Hochfilzen (Austria)         | Medalla de oro    | Relevo           |
| Campeonato Europeo |                              |                   |                  |
| Año                | Lugar                        | Medalla           | Prueba           |
| 2014               | Nové Město (República Checa) | Medalla de oro    | Persecución      |
| 2014               | Nové Město (República Checa) | Medalla de plata  | Velocidad        |
| 2014               | Nové Město (República Checa) | Medalla de bronce | Individual       |